# Parurios keralensis
Parurios keralensis är en stekelart som beskrevs av T.C. Narendran 2000. Parurios keralensis ingår i släktet Parurios och familjen puppglanssteklar. Inga underarter finns listade i Catalogue of Life.